# Falowanie rozmowy
Falowanie rozmowy – technika pracy z podopiecznym polegająca na zmianie dynamiki rozmowy, płynne przechodzenie od elementów uspokajających, co do których odpowiedź i zdanie rozmówcy jest ugruntowane (nie wymaga refleksji), do aspektów, które wymagają od niej wysiłku umysłowego, przemyślenia. Stanowią trudność i wyzwanie. Technika ma na celu pobudzanie aktywności klienta oraz twórczego angażowania się w przezwyciężanie swoich trudności.
Rozmowa przebiegać powinna w następujących etapach:
- przybliżanie się do klienta – poruszanie tematów niekontrowersyjnych, luźna rozmowa poparta zrozumieniem i empatią oraz dobrym humorem,
- interwencja – poruszenie kontrowersyjnego tematu, "przeszkadzanie w trwaniu w dotychczasowych przekonaniach", celowe wytrącanie z utartego myślenia i kierowanie ku nowym perspektywom,
- uspokajanie – zwrot ku tematom bezpiecznym, pewnym i nie wywołujących emocji, przejście ponownie do pierwszego etapu.